# Skała Afrodyty

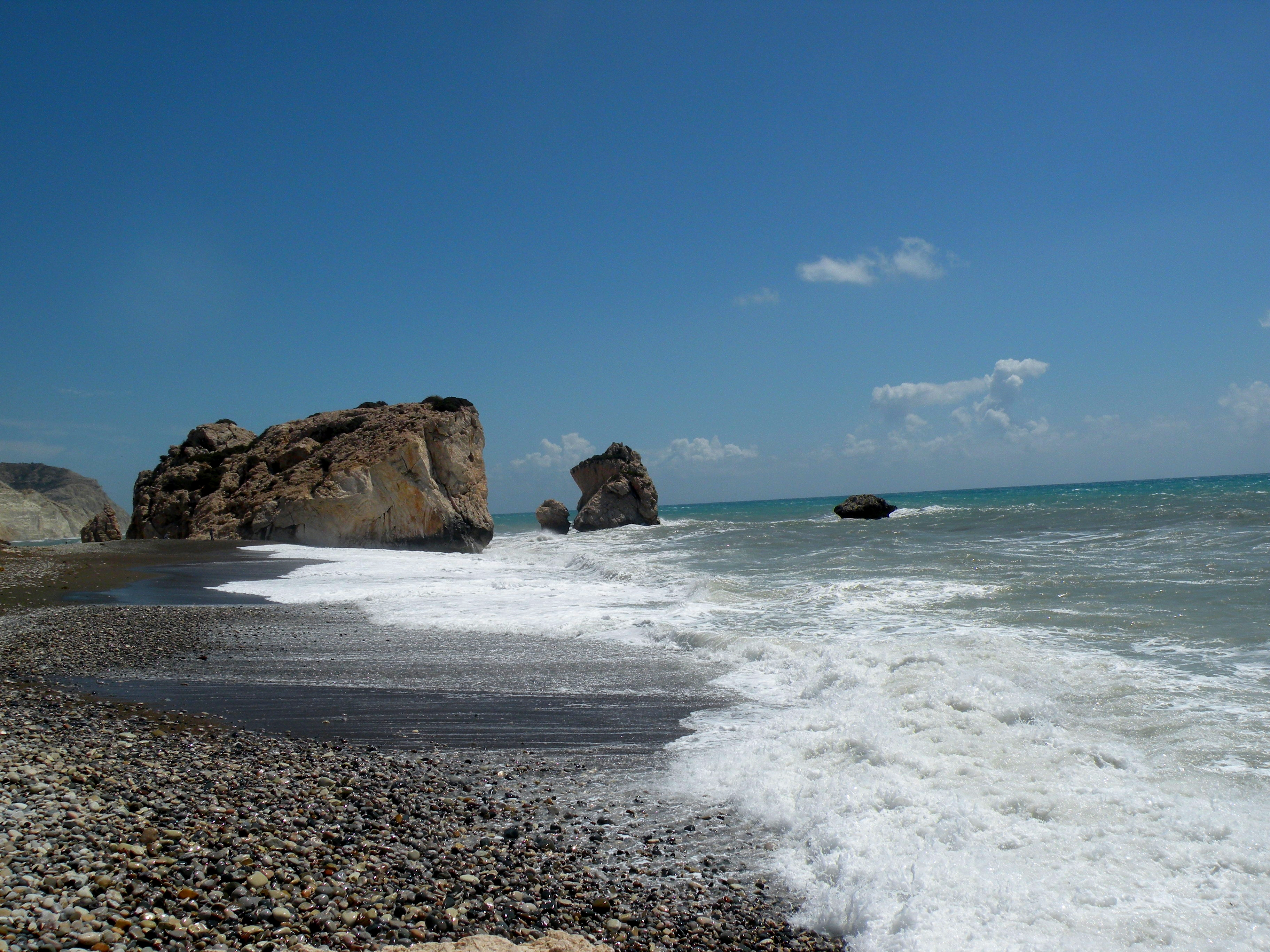
Skała Afrodyty od strony zachodniej (2013)

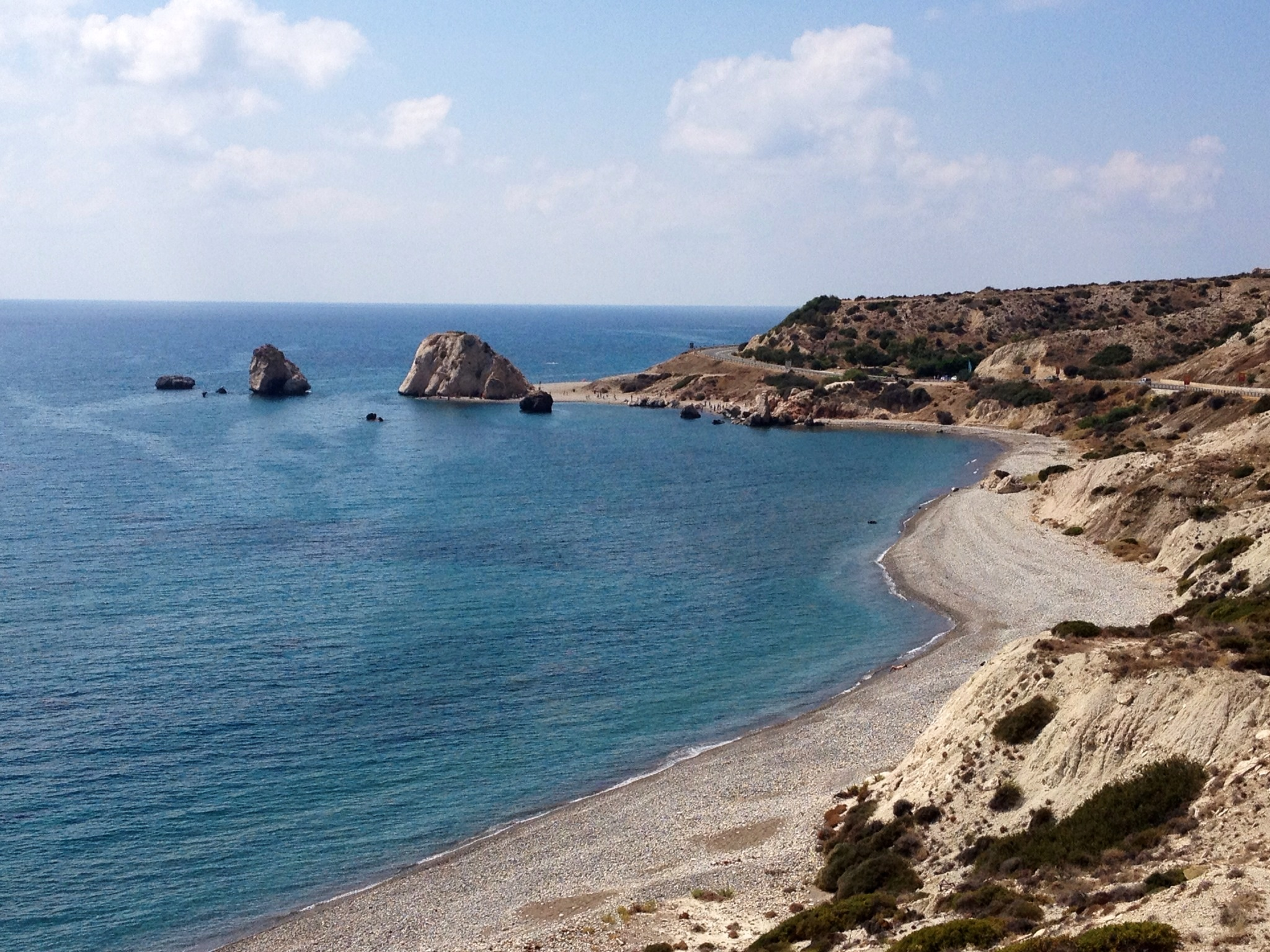
Widok na skały i plażę od strony wschodniej (2012)

Skała Afrodyty (gr. Πέτρα του Ρωμιού Petra tu Romiu) – formacja skalna położona na południowym wybrzeżu Cypru, pomiędzy miastami Pafos i Limassol, niedaleko wsi Kuklia. Według podań w jej pobliżu wyszła na brzeg narodzona z piany morskiej grecka bogini Afrodyta. Skała i pobliski fragment wybrzeża stanowi obszar chroniony Petra tou Romiou National Forest Park. 
Skała Afrodyty i plaża, przy której się znajduje, są popularnym celem wycieczek turystycznych.

## Podania związane z Petra tu Romiu
Nazwa Petra tu Romiu (dosłownie Skała Rzymianina) pochodzi od bizantyńskiego herosa Bazylego Digenisa Akritasa, który miał w tym miejscu bronić Cypru przed Arabami, miotając w ich kierunku olbrzymie kamienie. Według jednej z wersji legendy duża skała znajdująca się częściowo na plaży, a częściowo w wodzie, została przez bohatera wyrwana z masywu Pendadaktilos w Górach Kyreńskich. 
Przy skale miała wyjść na brzeg narodzona z piany morskiej Afrodyta. Oddawano jej cześć w położonym niedaleko sanktuarium, w czasach przedhellenistycznych będącym centrum kultu bogini płodności. 
Lokalna tradycja głosi, że trzykrotne opłynięcie skały, przyniesie nieśmiertelność i wieczną młodość oraz płodność i prawdziwą miłość. Inne wersje mówią o szczęściu, znalezieniu prawdziwej miłości albo o innych błogosławieństwach.